# شیب حصار

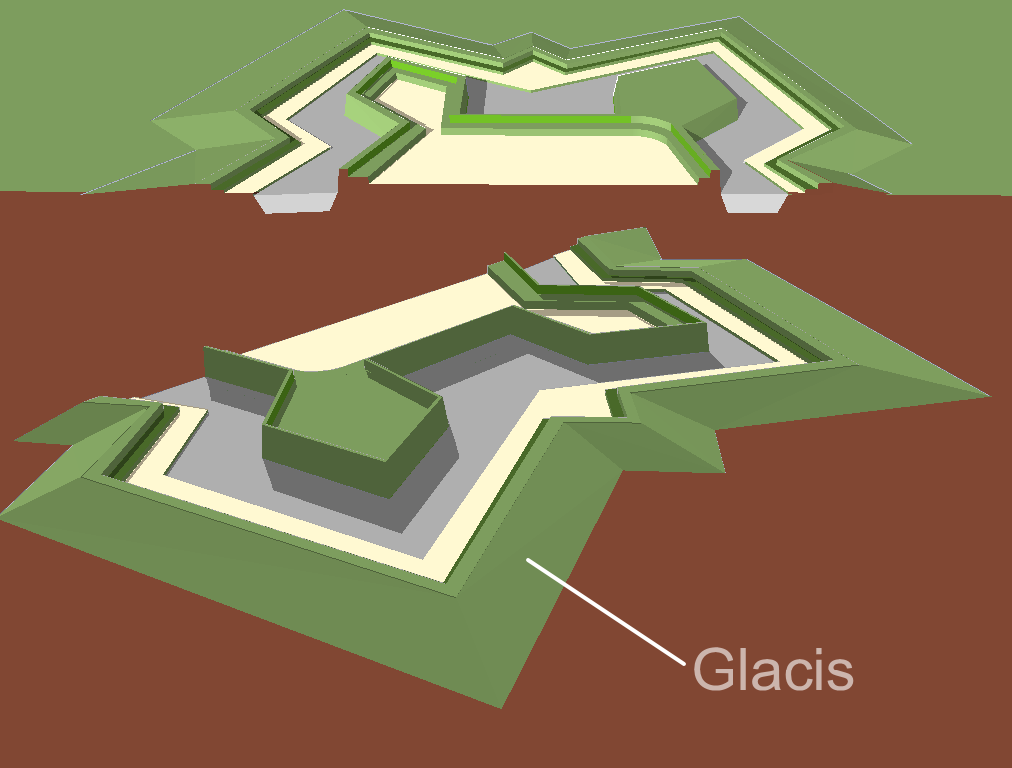
نموداری از شیب حصار (glacis) قلعه.

در مهندسی نظامی به خاکریز یا سنگ‌ریز مصنوعی جلوی حصارهای قلعه‌های کهن ،شیبِ حصار یا شیب‌کناره گفته می‌شود.
در ساخت استحکامات، شیب حصار یا شیب‌کناره به صورت زمینی است که در اطراف یک سازه دفاعی، از بیرون به سمت دیوار استحکامات شیب دارد. پنهان از دید مهاجمان، در پشت شیب‌کناره‌ها راه سرپوشیده‌ای قرار دارد که سربازان محافظ آن را تنها می‌توان با سلاح‌های مسیر منحنی مورد اصابت قرار داد.

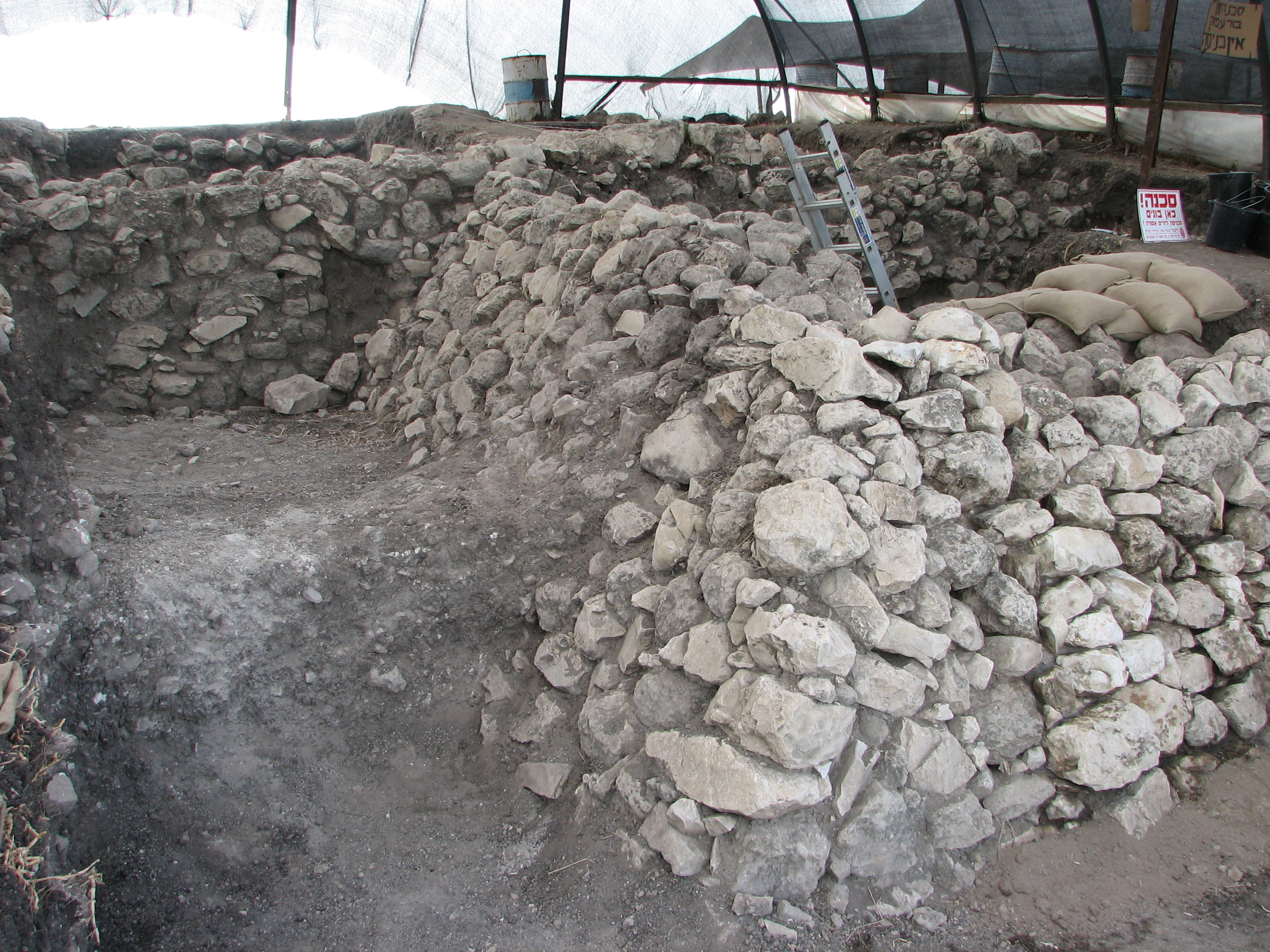
شیب حصاری از عصر برنز میانه در عین آشور، اسرائیل

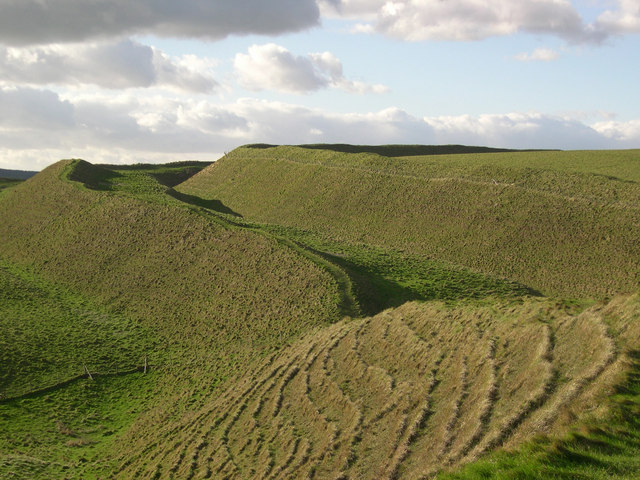
باروها و خندق‌های عصر آهن در قلعه دختر دورست

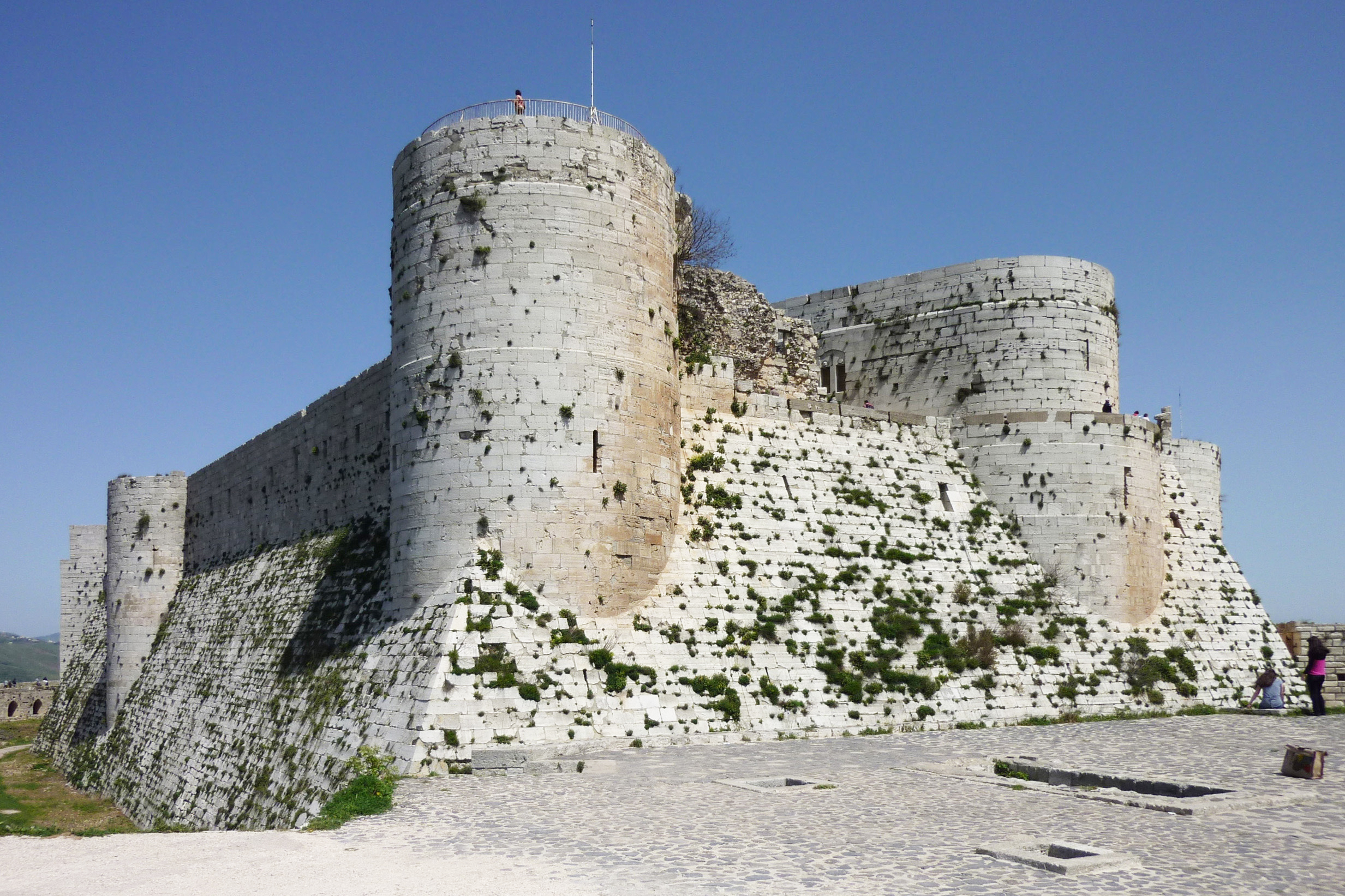
دژ کُردان، یک قلعه صلیبی قرون وسطایی در سوریه. جبهه جنوبی بخش داخلی آن دارای شیب‌کناره‌های تند است.

از شیب‌های حصار برای تقویت دیوارهای حصار و همچنین کمانه کردن تیر دشمن به سمت خود او استفاده می‌شد. 
در اواخر دوره قرون وسطی، برخی از قلعه‌ها به گونه‌ای اصلاح شدند که را در برابر توپ‌باران قابل دفاع شوند. به این منظور در جلوی دیوارهای حصار، شیب‌کناره‌های خاکی ساخته می‌شد تا ضربه شلیک توپ را جذب کرده یا آن را منحرف کند. 
شیب‌دارترین بخش جلویی بدنه تانک یا سایر خودرو زره‌پوش رزمی را نیز شیب‌کناره یا سینه‌کش تانک می‌نامند.